# Hulkamania: Let The Battle Begin
Hulkamania: Let The Battle Begin est le nom d'une tournée de spectacle de catch ayant lieu dans les principales villes d'Australie entre le 21 et le 28 novembre 2009. Elle est organisée par Hulk Hogan et Eric Bischoff.

## Historique
En mars 2007, Hulk Hogan déclare dans une interview qu'il souhaite organiser plusieurs spectacles de catch à travers le monde comme fait les Harlem Globe Trotters. En novembre 2008, Hogan vend la marque Hulkamania à Eric Bischoff. À la mi-septembre 2009, Hogan et Bischoff organisent une conférence de presse pour annoncer le début d'une tournée en Australie en plus d'annoncer certain des catcheurs qui vont y apparaitre. Ric Flair fait partie de cette liste pour être l'adversaire d'Hogan. Dans les semaines qui suivent, la société chargée de l'organisation de cette tournée annonce les catcheurs y participant et cherchent un diffuseur en Australie sans succès,. Le 25 février 2010, le Wrestling Observer Newsletter annonce que cette société est en banqueroute.